# White Raise round cairn Askham Fell

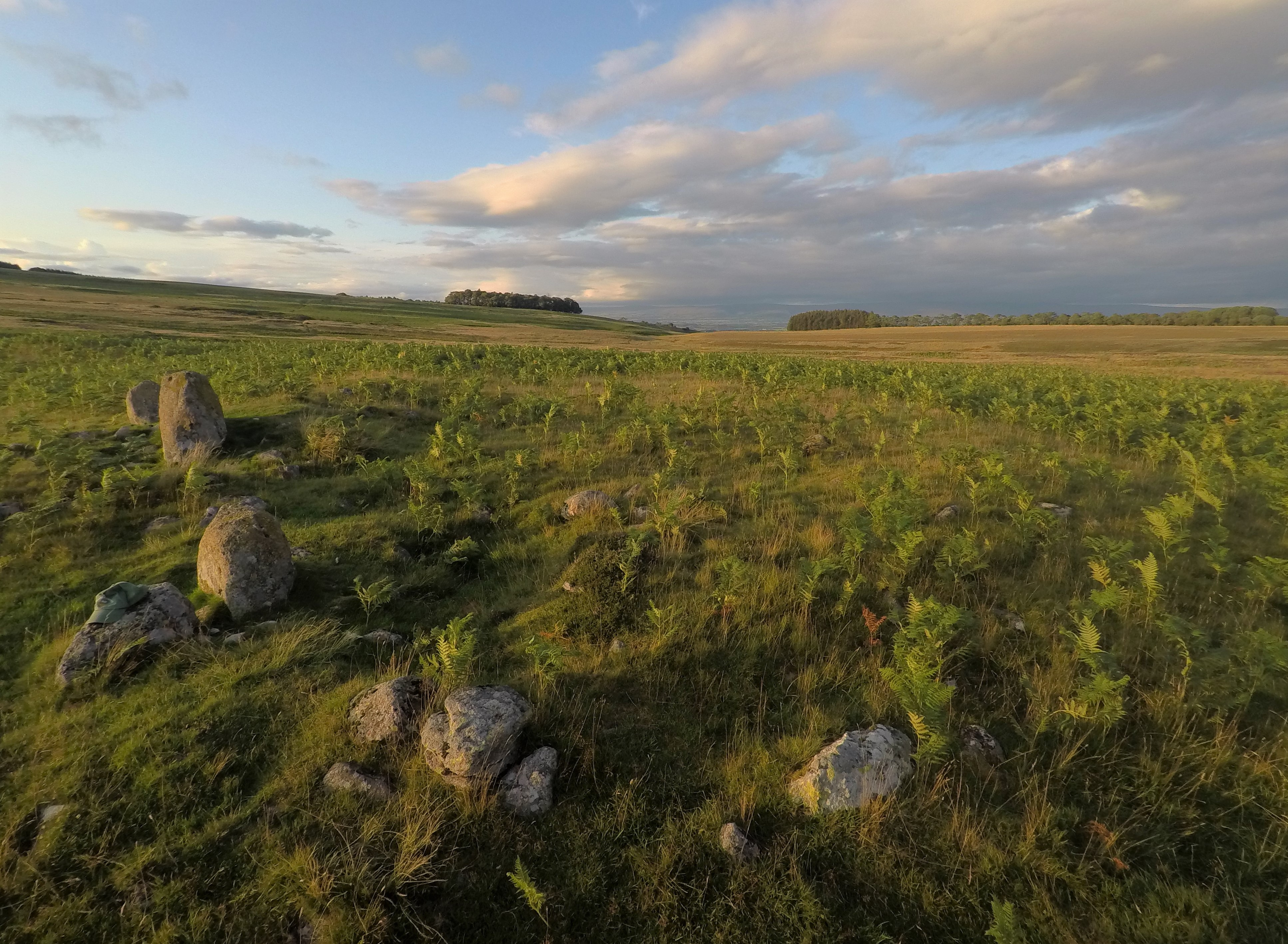
Round cairn auf Askham Fell

White Raise ist ein großer runder Cairn auf dem Divock Moor, etwa 2,0 km westlich des Dorfes Helton in Cumbria in England, der zwar beschädigt, aber immer noch knapp 2,0 Meter hoch ist und etwa 20,0 m Durchmesser hat. Der bronzezeitliche Cairn liegt südlich des Heughscar Hills in der Nähe des Findlings „The Cop Stone“ und der Pulpit Holes einer Dolinengruppe.
Die Besonderheit des Cairns befindet sich in der Nähe des Zentrums des Hügels. Sie besteht aus einer offenen rechteckigen, von vier Steinen gebildeten Steinkiste, die etwa 120 cm lang, 50 cm breit und 40 cm tief misst. Bei ihrer Öffnung wurde, wurde ein Skelett in Hockstellung gefunden.